# Protocole (droit international public)
Pour les articles homonymes, voir Protocole.
Ne doit pas être confondu avec Protocole de préséance, Protocole d'accord ou Protocole de soins.
En droit international public, un protocole est un document écrit pourvu ou non de force juridique :
- Dans le cadre d'une conférence internationale, un protocole désigne un procès-verbal faisant état de l'engagement et accords des parties présentes. Par métonymie, un protocole désigne l'accord lui-même[1] ;
- Un protocole d'accord est un compte-rendu des décisions prises par des négociateurs ;
- Un protocole additionnel est un acte modifiant ou complétant un traité ou une convention.

## Exemples
Le Protocole de Maputo sur le droit des femmes en Afrique, 2003. 
C'est un protocole additionnel à la Charte africaine des droits de l'homme et des peuples (Nairobi, 1981). 
En effet, la Charte proclame : « Tous les peuples ont droit à un environnement satisfaisant et global, propice à leur développement. » et le Protocole précise : « Les femmes ont le droit de vivre dans un environnement sain et viable. Les États prennent les mesures nécessaires pour :
a) assurer une plus grande participation des femmes à la
planification, à la gestion et à la préservation de l’environnement ainsi qu’à l’utilisation judicieuse des ressources naturelles à tous les niveaux ; (...) » . 

## Sources et références
1. ↑  CNRTL, protocole, Consulté le 13/09/2013
2. ↑  Droit de l'environnement, Michel Prieur, éditions Dalloz, 2023, page 51
3. ↑  › sites › default › files › 7_-_protocole_de_maputo...